# ダービー磁器

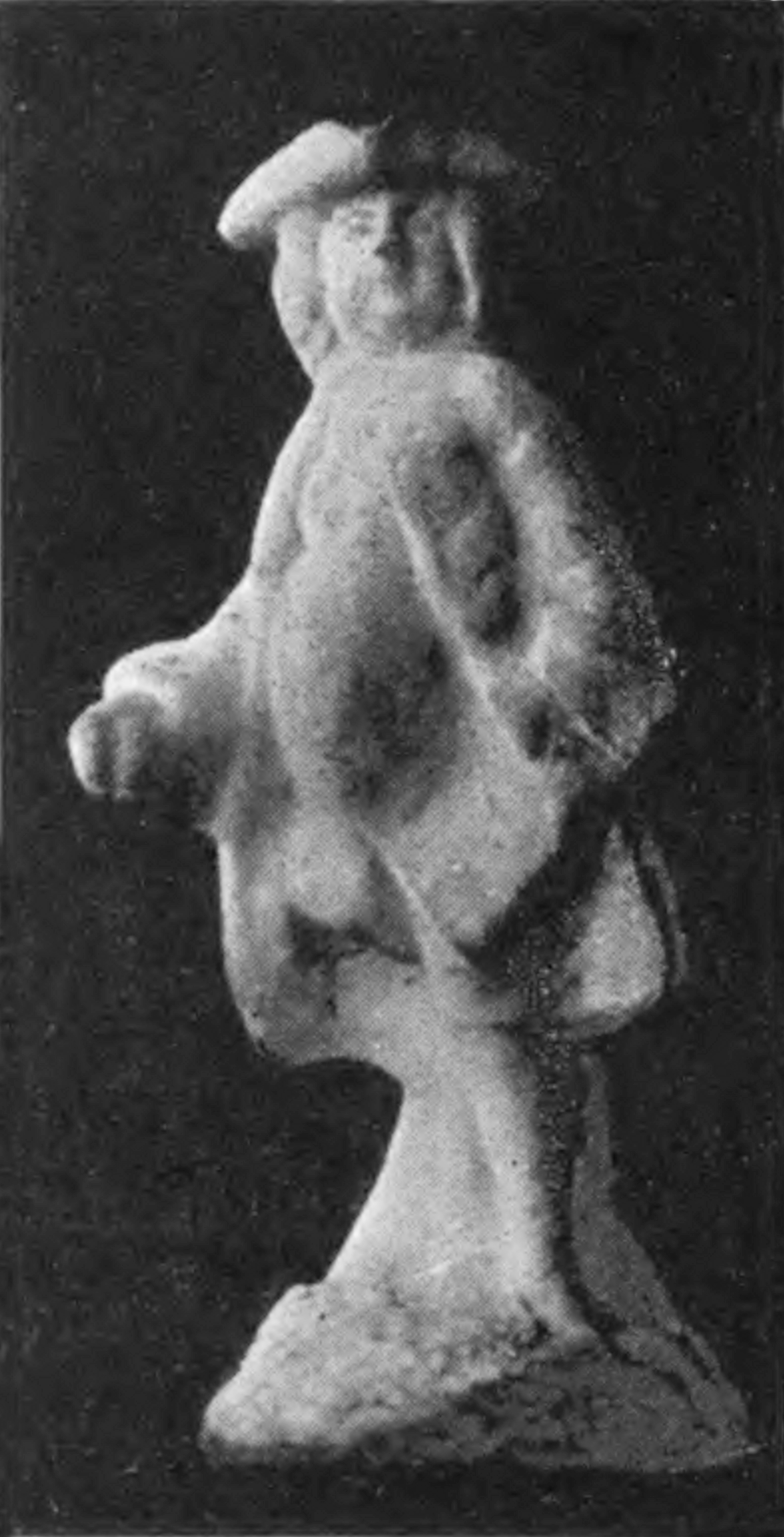
1750年代にダービーで作られたビスク像

ダービー磁器（ダービーじき、英: Derby porcelain）が作られ始めたのは18世紀前半だが、誰によって厳密にいつ頃始まったのかは今日でも臆測の域を出ない。19世紀末時点でまだ残っていた最も古い製品には、製作された場所と年の証として「ダービー」もしくは「ダービーシャー」という一語と、「1751-2-3」という年が記されていた。ウィリアム・ドゥーズベリは1756年にアンドリュー・プランシェ、ジョン・ヒースと共にノッティンガム・ロード工房（後のロイヤルクラウンダービー）を開いて磁器製作を開始したが、ダービーにおける磁器製作がそれよりも先んじていたという点は重要である。

## 歴史

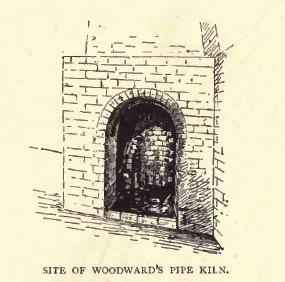
アンドリュー・プランシェが鳥、猫、犬、羊などの像を焼いた、ウッドワードの窯

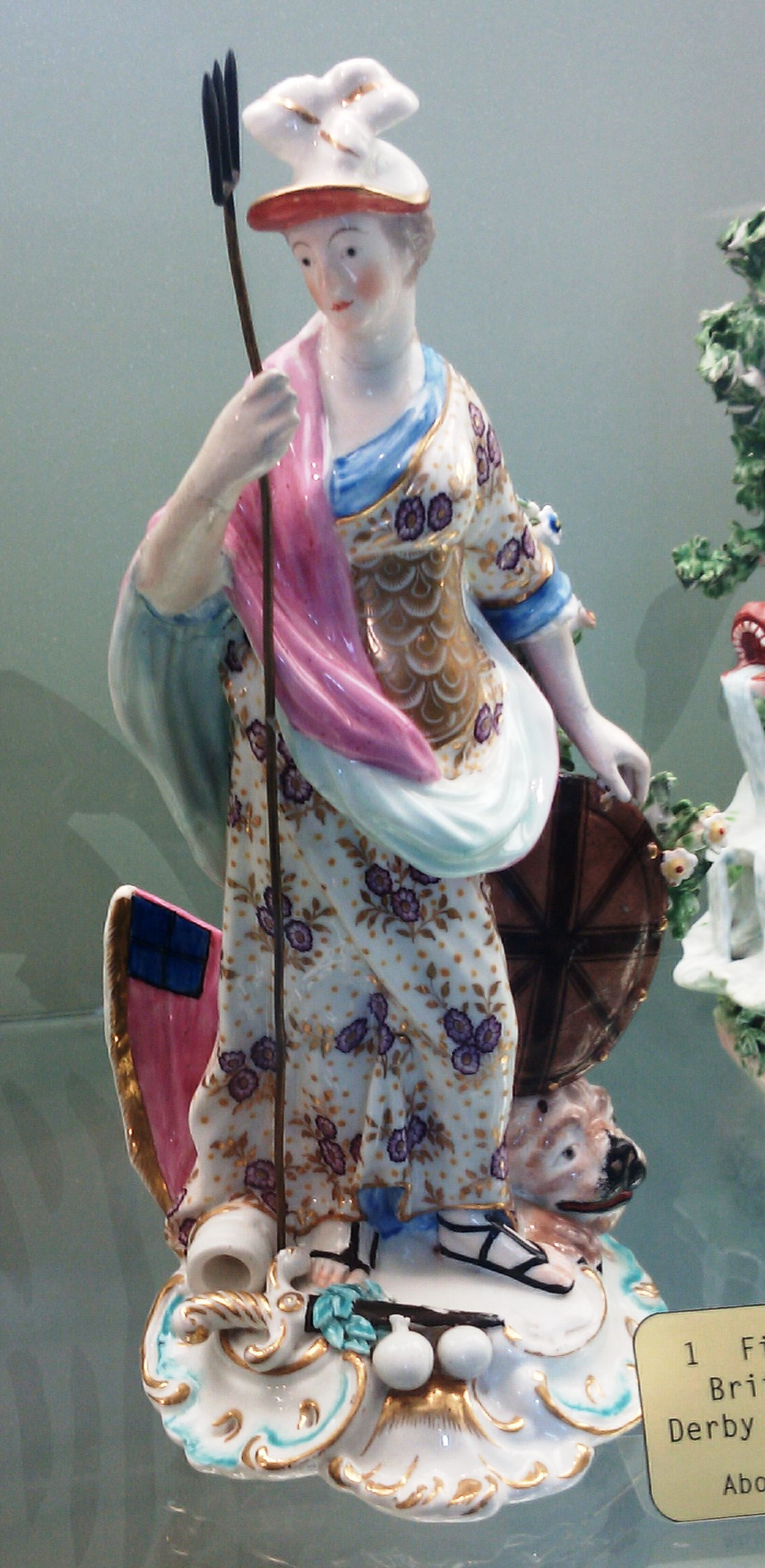
1780年頃に作られたブリタニア像

ウィリアム・ドゥーズベリ自身が記したメモより、1750年代初めにはダービーにおいて非常に高品質の磁器が継続的に製作されていたことが分かっている。その地の製品がいかに高品質だったかは、ロンドンで有名な琺瑯職人となっていたドゥーズベリが、ボウやチェルシーの磁器像よりも、ダービーで製作された磁器像の購入にかなり多額の金を使っていたことから明らかである。当時は、白く滑らかにつや出しした磁器を卸業者が各所の工房から買い集め、ドゥーズベリのような琺瑯職人に送って、琺瑯や彩色の最終工程を済ませるということが多く行なわれた。
しかしダービー工房が印刷媒体で言及されるようになったのは、ようやく1756年12月になってからである。それは月に数回発行される『パブリック・アドバタイザー』という新聞の広告で、「ダービー磁器工房」が後援するロンドンでのオークションに参加するよう読者に呼びかけるものだった。興味深いことに、この「ダービー磁器工房」なる表示には何の問合せ先も記されておらず、おそらくはこのイベント用に特別に仕立てた名称と思われる。単なる誇大広告に見えるかもしれないが、この広告は工房を「第二のドレスデン」と称し、その製品の高い品質を紹介している。もちろん、この品質の完璧さは非常に長い製造工程の最高点を示しているのであり、かつ、1757年のボウやロントン・ホールの工房ならば同様の広告で工房の最高級品であることを謳ったであろうに、この年次セールの広告にはそれらしい文言が書かれていない。
陶工のアンドリュー・プランシェは、ダービー磁器工房の先駆けとしてよく引き合いに出される。1745年頃に作られた小ぶりの磁器像と、ロッジ・レインに住んでいたという「非常に貧乏な外国人」の話は、プランシェに帰すべきものかもしれない。しかし、研究者が指摘するところでは、1745年の時点でプランシェはまだ17歳に過ぎなかった。後年のロイヤルクラウンダービーの成り立ちにおいて、プランシェの存在は非常に重要である。しかしそれは（ウィリアム・ドゥーズベリの孫娘で1876年に没した）サラ・ドゥーズベリのような人々によって過小評価され、他にも彼の実在を疑う人々によって疑義を呈されてきた。とはいえ、ウィリアム・ドゥーズベリに琺瑯の技術を教えなかったのは確かであるが、プランシェが実在の人物である証拠は存在する。
「第二のドレスデン」を冠する磁器工房にとって、大きな競争者となったのはコックピット・ヒル工房だった。あるスリップウェアのティグに「この器はジョン・メイルが1708年に作る」と記されていることから、この「ダービー工房」は1708年頃には既に完全に操業を始めていたと推測できる。この工房は1780年に破産し、その際に出された競売の広告から、磁器を製作していたことは分かっている。琺瑯製品についての言及は無いが、当時の高い需要からして、それらも製作していたことは充分に考えられる。あるいは、琺瑯関連の製品は1750年代後半以降、ドゥーズベリの工房が完全に引き受けていたのかもしれない。
1758年にジョン・ラヴグローヴなる者に出された逮捕状から、コックピット・ヒル工房の所有者はウィリアム・バッツ、トーマス・リベット、ジョン・ヒースだったと分かっている。ヒースは銀行家で、後年ノッティンガム・ロード工房の設立に出資している。リベットは国会議員で、1715年と1761年にダービー市長を務め、工房の共同所有者たちが富裕かつ地元の名士だったことが分かる。しかし、ノッティンガム・ロード工房との競争は命取りだったようである。1772年で既に、コックピット・ヒル工房の製品は「クィーンズ・ウェアの模倣であるが、その品質はスタッフォードシャーのオリジナルに及ばない。」と評されるほど品質が低下していた。1785年、コックピット・ヒル工房は完全に閉鎖された。

## ダービー磁器の印
以下、Bemrose (1898) より。

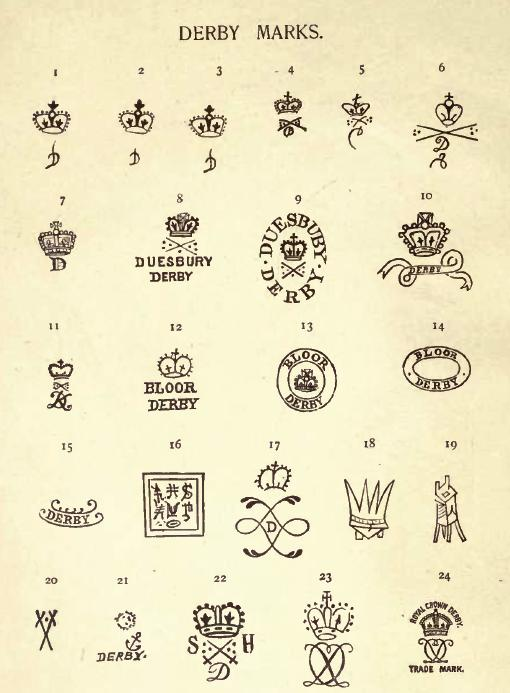
ダービー磁器に記された印

- 1, 2, 3 - 最も初期のダービー印。通常、青色で描かれた。（王冠と "D" が離れて描かれているものもあるが、おそらくは職人の不注意であろう。）
- 4 - 交差した剣、王冠、"D"、6 個の点。青色、のち暗褐色で丁寧に描かれ、1782年頃に使われた。
- 5, 6 - 同種のもの。赤色で、よりラフに描かれている。
- 7, 8, 9, 10 - ドゥーズベリの後期の印。通常、赤色で描かれた。
- 11 - ドゥーズベリ & キーン。およそ1795年-1809年の頃、稀に使われた。
- 12, 13, 14, 15 - ブルーア印。1811年-1849年。
- 16, 17, 18, 19 - 擬似オリエンタル印。ブルーアが在庫を使い切るため、いくつかの場合によって使い分けた。17番はセーブル印の模造である。
- 20 - ドレスデン印。人物像でしばしば使われた。
- 21 - ダービー印。おそらくはホールドシップが1766年頃、ダービーに居た時に使ったもの。稀少。
- 22 - ステファンソン & ハンコック。1862年にキング・ストリート工房が使い、のち1897年にサンプソン・ハンコックが使い、現在も使われている。
- 23 - オスマストン通りのダービー・クラウン磁器会社が1877年の設立から1889年12月まで使用した印。
- 24 - その会社が1890年1月3日に女王から「ロイヤル」を冠する許可を得て使った印。